# 贝尔格莱德宣言
贝尔格莱德宣言（俄語：Белградская декларация，塞爾維亞-克羅埃西亞語拉丁字母：，塞爾維亞-克羅埃西亞語西里爾字母：）是苏共总书记赫鲁晓夫与南斯拉夫总统铁托签署的一份宣言，标志着苏联与南斯拉夫两国自苏南冲突后走入低谷的关系重返正常。这份宣言是经1955年5月27日至6月2日的磋商后，于1955年6月2日正式签署的。
宣言中，苏联许诺不干涉南斯拉夫的内政，并允许苏东阵营的国家探索“不同的社会主义发展道路”。一方面，贝尔格莱德宣言使南斯拉夫与已加入北约的希腊与土耳其适当保持距离。另一方面，虽然此后苏南两国间没有再爆发激烈的冲突，但两国之间的和睦也没有持续太久，不久之后爆发的波匈事件就再次使苏南两国心生芥蒂。